# Giuseppe Madonia
Giuseppe Madonia (Palermo, 25 aprile 1954) è un mafioso italiano, legato a Cosa Nostra ed affiliato alla Famiglia di Resuttana, condannato come responsabile dell'omicidio del capitano dei carabinieri Emanuele Basile.
Secondogenito del boss di Cosa Nostra Francesco Madonia, capo storico del mandamento di Resuttana, morto in carcere a Napoli nel 2007 ed uno dei maggiori alleati dei Corleonesi. Anche i fratelli di Giuseppe appartengono alla stessa Famiglia mafiosa: Antonino, detto "Nino", il primogenito, Salvatore, detto "Salvino", e Aldo, il più piccolo dei fratelli, di professione farmacista.

## Biografia
"Figlioccio" di Totò Riina, che fu suo "padrino" nella cerimonia d'iniziazione (la cosiddetta "punciuta") che avvenne a soli 17 anni, Madonia venne arrestato la sera del 4 maggio 1980 insieme a Vincenzo Puccio e Armando Bonanno mentre erano in fuga nelle campagne di Monreale dopo aver compiuto l'omicidio del capitano dei carabinieri Emanuele Basile: i tre sostennero di trovarsi in quel posto per incontrare delle donne sposate di cui rifiutarono di fare i nomi ma non vennero creduti e il giudice istruttore Paolo Borsellino li rinviò a giudizio per omicidio. In primo grado i giudici della Corte d'Assise emisero una sentenza di assoluzione per insufficienza di prove. Bonanno, Madonia e Puccio successivamente furono inviati al soggiorno obbligato in Sardegna da dove fuggirono dopo pochissimi giorni.
Nel 1984 dopo le rivelazioni dei collaboratori di giustizia Tommaso Buscetta e Salvatore Contorno, Madonia fu anche raggiunto da un mandato di cattura per associazione mafiosa e venne condannato a 15 anni di reclusione nel maxi-processo di Palermo.
Il 5 Luglio 1987 venne arrestato insieme al padre e al fratello Antonino, interrompendo così la loro latitanza.
La sentenza d'appello che condannava Madonia, Puccio e Bonanno per l'omicidio Basile venne annullata per un vizio di forma e fu necessario celebrare un nuovo processo d'appello, questa volta presieduto dal giudice Antonino Saetta, che nel 1988 condannò nuovamente i tre imputati all'ergastolo. Il 25 settembre dello stesso anno, il giudice Saetta venne ucciso, insieme al figlio Stefano, in un tragico agguato, proprio per aver rifiutato condizionamenti per modificare quella sentenza di condanna.
Dopo un tortuoso iter processuale, il 14 novembre 1992 la Cassazione confermò l'ergastolo per Madonia come esecutore materiale dell'omicidio Basile, che da allora sta scontando la sua condanna recluso al 41 bis.